# Problématique
Problématique è il secondo album in studio della cantante tedesca Kim Petras, pubblicato nel 2023.

## Tracce
1. Problématique – 3:03
2. Je T'Adore – 3:05
3. All She Wants (featuring Paris Hilton) – 3:52
4. Born Again – 2:52
5. Something About U – 3:01
6. Treat Me Like a Ho (producers: Dr. Luke, Joseph) – 1:55
7. Confession – 2:51
8. Deeper – 2:55
9. Dirty Things – 3:35
10. Love Ya Leave Ya – 2:26